# Specklinia
Specklinia je rod orhideja raširen od Meksika preko Srednje do tropske Južne Amerike. Čini dio tribusa Pleurothallidinae. Pripada mu oko stotinu vrsta, od kojih je posljednja otkrivena 2018. na Andama Kolumbije, to je S. caulophryne, a odlikuje se s osjetljivom, aktivno pokretnom usnicom koja se zatvara kada je dodirne oprašivač, premještajući je bliže spolnim organima cvijeta. Ime caulophryne koje je dobila vrsta, označava rod riba iz reda udičarki. 

## Vrste
1. Specklinia absurda Bogarín, Karremans & Rincón
2. Specklinia acanthodes (Luer) Pridgeon & M.W.Chase
3. Specklinia acicularis (Ames & C.Schweinf.) Pridgeon & M.W.Chase
4. Specklinia acoana Bogarín
5. Specklinia acrisepala (Ames & C.Schweinf.) Pridgeon & M.W.Chase
6. Specklinia acutiflora (Ruiz & Pav.) Pupulin
7. Specklinia alajuelensis Karremans & Pupulin
8. Specklinia alexii (A.H.Heller) Pridgeon & M.W.Chase
9. Specklinia alta (Luer) Luer
10. Specklinia areldii (Luer) Pridgeon & M.W.Chase
11. Specklinia barbae (Schltr.) Luer
12. Specklinia barbosana (De Wild.) Campacci
13. Specklinia berolinensis Bogarín
14. Specklinia bicornis (Luer) Pridgeon & M.W.Chase
15. Specklinia blancoi (Pupulin) Soto Arenas & Solano
16. Specklinia brighamella (Luer) Pridgeon & M.W.Chase
17. Specklinia brighamii (S.Watson) Pridgeon & M.W.Chase
18. Specklinia cactantha (Luer) Pridgeon & M.W.Chase
19. Specklinia calderae (Luer) Luer
20. Specklinia calyptrostele (Schltr.) Pridgeon & M.W.Chase
21. Specklinia campylotyle (P.Ortiz) Pridgeon & M.W.Chase
22. Specklinia caulophryne S. Vieira-Uribe & Karremans
23. Specklinia chontalensis (A.H.Heller & A.D.Hawkes) Luer
24. Specklinia ciliifera (Luer) Luer
25. Specklinia colombiana (Garay) Pridgeon & M.W.Chase
26. Specklinia condylata (Luer) Pridgeon & M.W.Chase
27. Specklinia corniculata (Sw.) Mutel
28. Specklinia coronula (Luer) Luer
29. Specklinia costaricensis (Rolfe) Pridgeon & M.W.Chase
30. Specklinia cucumeris (Luer) Bogarín & Karremans
31. Specklinia curtisii (Dod) Pridgeon & M.W.Chase
32. Specklinia cycesis (Luer & R.Escobar) Luer
33. Specklinia daviesii Archila, Jiménez Rodr. & Véliz
34. Specklinia digitale (Luer) Pridgeon & M.W.Chase
35. Specklinia displosa (Luer) Pridgeon & M.W.Chase
36. Specklinia dodii (Garay) Luer
37. Specklinia dressleri (Luer) Bogarín & Karremans
38. Specklinia dunstervillei Karremans, Pupulin & Gravend.
39. Specklinia endotrachys (Rchb.f.) Pridgeon & M.W.Chase
40. Specklinia erecta Luer & Toscano
41. Specklinia exilis (C.Schweinf.) Luer
42. Specklinia feuilletii Luer
43. Specklinia flosculifera (Luer) Luer
44. Specklinia formondii (Dod) Pridgeon & M.W.Chase
45. Specklinia fuegi (Rchb.f.) Solano & Soto Arenas
46. Specklinia fulgens (Rchb.f.) Pridgeon & M.W.Chase
47. Specklinia gersonii Bogarín & Karremans
48. Specklinia glandulosa (Ames) Pridgeon & M.W.Chase
49. Specklinia gracillima (Lindl.) Pridgeon & M.W.Chase
50. Specklinia grisebachiana (Cogn.) Luer
51. Specklinia grobyi (Bateman ex Lindl.) F.Barros
52. Specklinia guanacastensis (Ames & C.Schweinf.) Pridgeon & M.W.Chase
53. Specklinia hymenantha (Lindl.) F.Barros & V.T.Rodrigues
54. Specklinia icterina Bogarín
55. Specklinia jesupii (Luer) Luer
56. Specklinia juddii (Archila) Pupulin & Karremans
57. Specklinia lanceola (Sw.) Lindl.
58. Specklinia lentiginosa (F.Lehm. & Kraenzl.) Pridgeon & M.W.Chase
59. Specklinia leptantha (Schltr.) Luer
60. Specklinia lichenicola (Griseb.) Pridgeon & M.W.Chase
61. Specklinia lugduno-batavae Karremans, Bogarín & Gravend.
62. Specklinia luis-diegoi (Luer) Luer
63. Specklinia macayensis A.Doucette
64. Specklinia marginalis (Rchb.f.) F.Barros
65. Specklinia mazei (Urb.) Luer
66. Specklinia microphylla (A.Rich. & Galeotti) Pridgeon & M.W.Chase
67. Specklinia minuta (Ames & C.Schweinf.) Luer
68. Specklinia mitchellii (Dod) Luer
69. Specklinia montezumae (Luer) Luer
70. Specklinia morganii (Luer) Luer
71. Specklinia mornicola (Mansf.) Luer
72. Specklinia pectinifera Luer & Hirtz
73. Specklinia pereziana Kolan.
74. Specklinia pertenuis (C.Schweinf.) Karremans & Gravend.
75. Specklinia pfavii (Rchb.f.) Pupulin & Karremans
76. Specklinia picta (Lindl.) Pridgeon & M.W.Chase
77. Specklinia pisinna (Luer) Solano & Soto Arenas
78. Specklinia producta (Luer) Pridgeon & M.W.Chase
79. Specklinia psichion (Luer) Luer
80. Specklinia purpurella (Luer) Pridgeon & M.W.Chase
81. Specklinia recula (Luer) Luer
82. Specklinia remotiflora Pupulin & Karremans
83. Specklinia rinkei (Luer) J.M.H.Shaw
84. Specklinia rubidantha Chiron & Xim.Bols.
85. Specklinia schaferi (Ames) Luer
86. Specklinia scolopax (Luer & R.Escobar) Pridgeon & M.W.Chase
87. Specklinia simmleriana (Rendle) Luer
88. Specklinia spectabilis (Ames & C.Schweinf.) Pupulin & Karremans
89. Specklinia spiloporphyrea (Dod) Luer
90. Specklinia stillsonii (Dod) Pridgeon & M.W.Chase
91. Specklinia striata (H.Focke) Luer
92. Specklinia subpicta (Schltr.) F.Barros
93. Specklinia succulenta Bellone & Archila
94. Specklinia tenax (Luer & R.Escobar) Pridgeon & M.W.Chase
95. Specklinia tribuloides (Sw.) Pridgeon & M.W.Chase
96. Specklinia trichyphis (Rchb.f.) Luer
97. Specklinia trilobata (Luer) Pridgeon & M.W.Chase
98. Specklinia turrialbae (Luer) Luer
99. Specklinia unicornis (Luer) Pridgeon & M.W.Chase
100. Specklinia vierlingii Baumbach
101. Specklinia viridiflora (Seehawer) F.J.de Jesus, M.R.Miranda & Chiron
102. Specklinia vittariifolia (Schltr.) Pridgeon & M.W.Chase
103. Specklinia wrightii (Rchb.f.) Luer
104. Specklinia yucatanensis (Ames & C.Schweinf.) Pridgeon & M.W.Chase

## Sinonimi
- Acostaea Schltr.
- Areldia Luer
- Cucumeria Luer
- Empusella (Luer) Luer
- Gerardoa Luer
- Pseudoctomeria Kraenzl.
- Sarcinula Luer
- Sylphia Luer
- Tribulago Luer
- Tridelta Luer